# 微型笔记本电脑

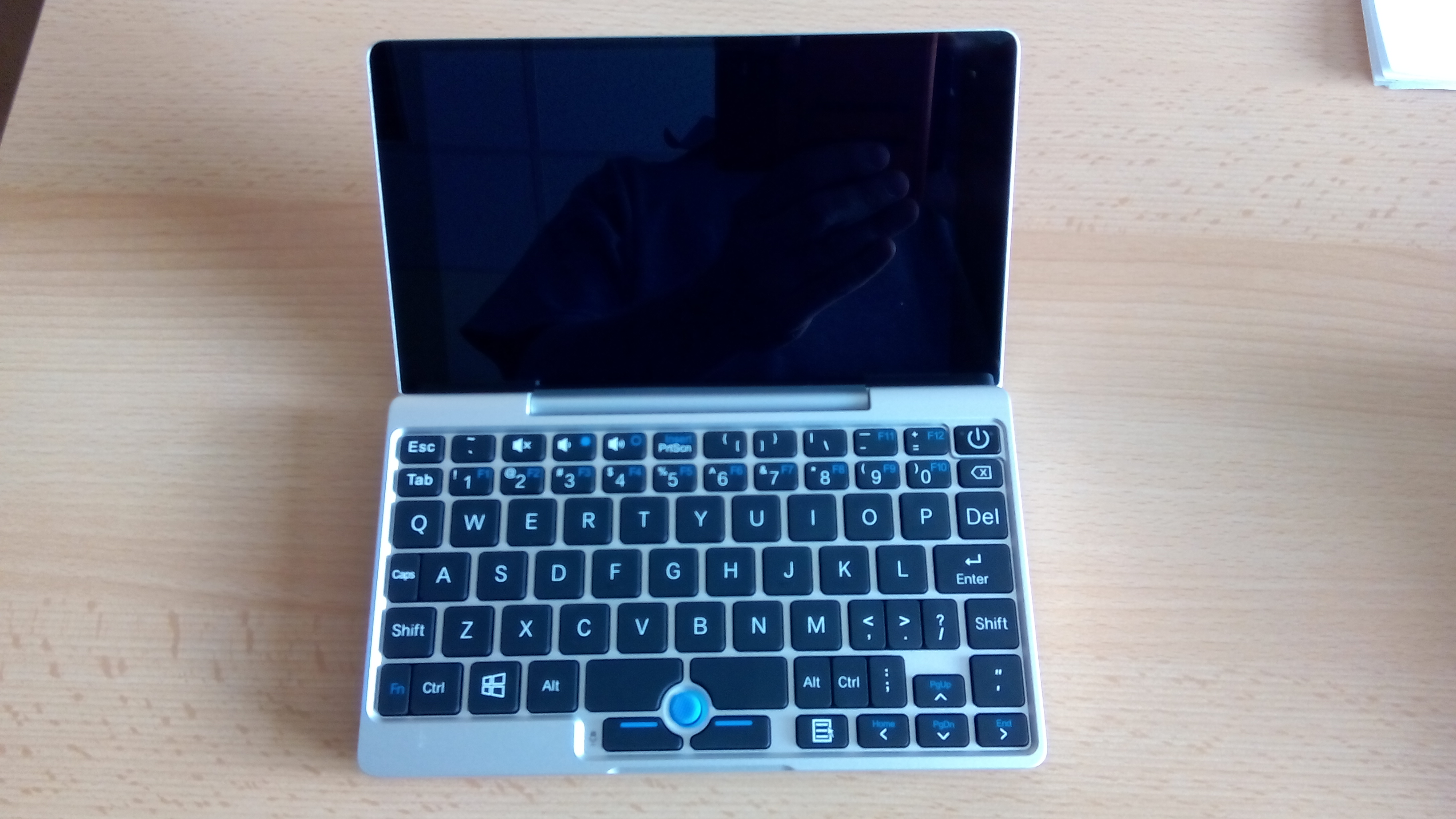
GPD Pocket

微型笔记型，也可称为袖珍电脑或囗袋型笔记型電腦，是一类超小型的筆電，它们通常只有7英寸左右大小的螢幕与超小的键盘，部分小筆電只能用指点杆去操控，与早期的小筆電相似，但它们中的一部分同时拥有着较高的性能规格，价格和尺寸的结合使它们对商业和教育都有用。一些微型笔记型電腦会有专门设计的游戏操控手柄。其专门设计给玩家群体，标榜“对标游戏机”。早期的微型笔记本大多采用Windows CE操作系统，采用更小的螢幕与较为羸弱的性能，常用于处理一些简单的操作。微软把它们称为“掌上PC”。

## 图集

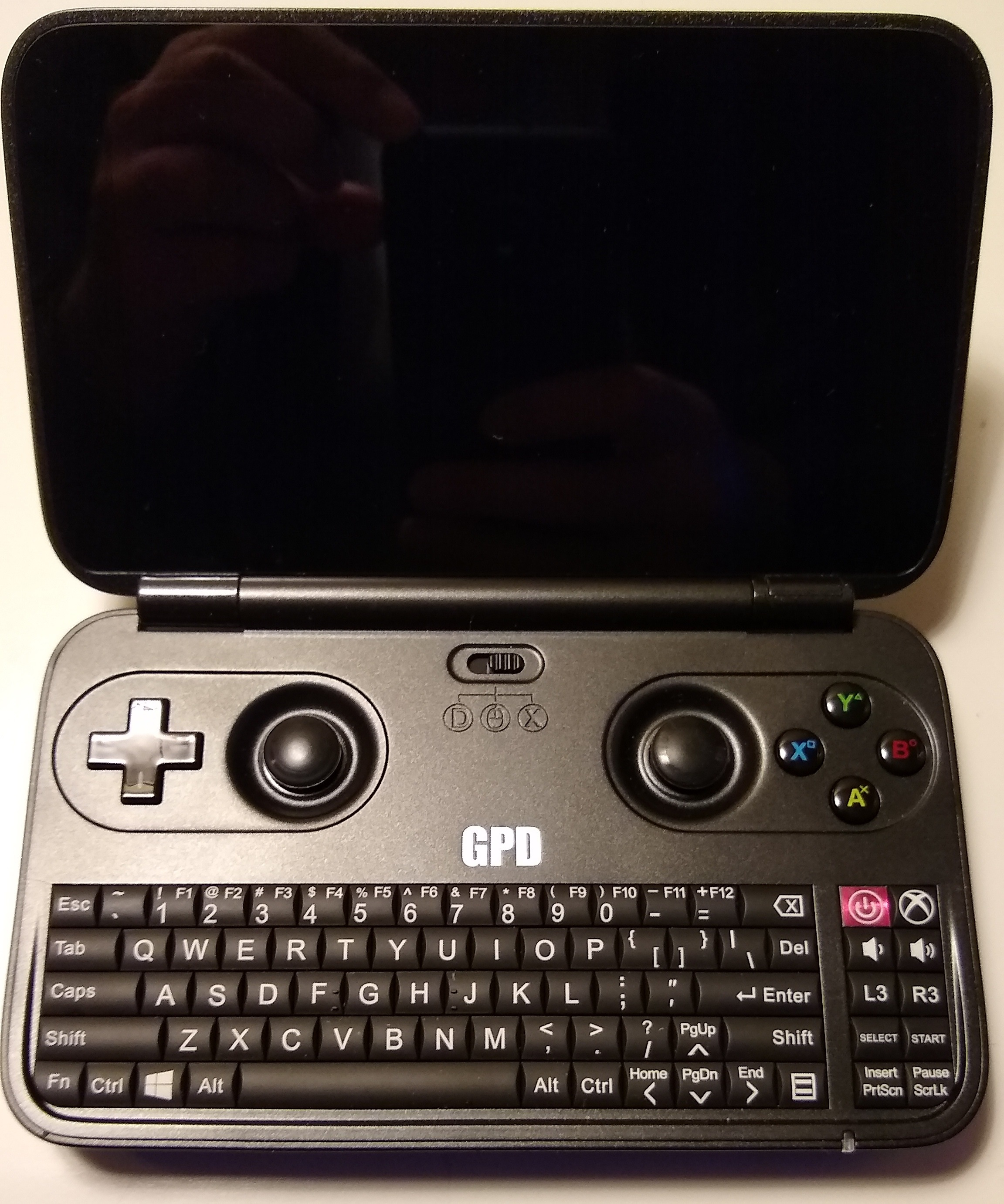
GPD Win
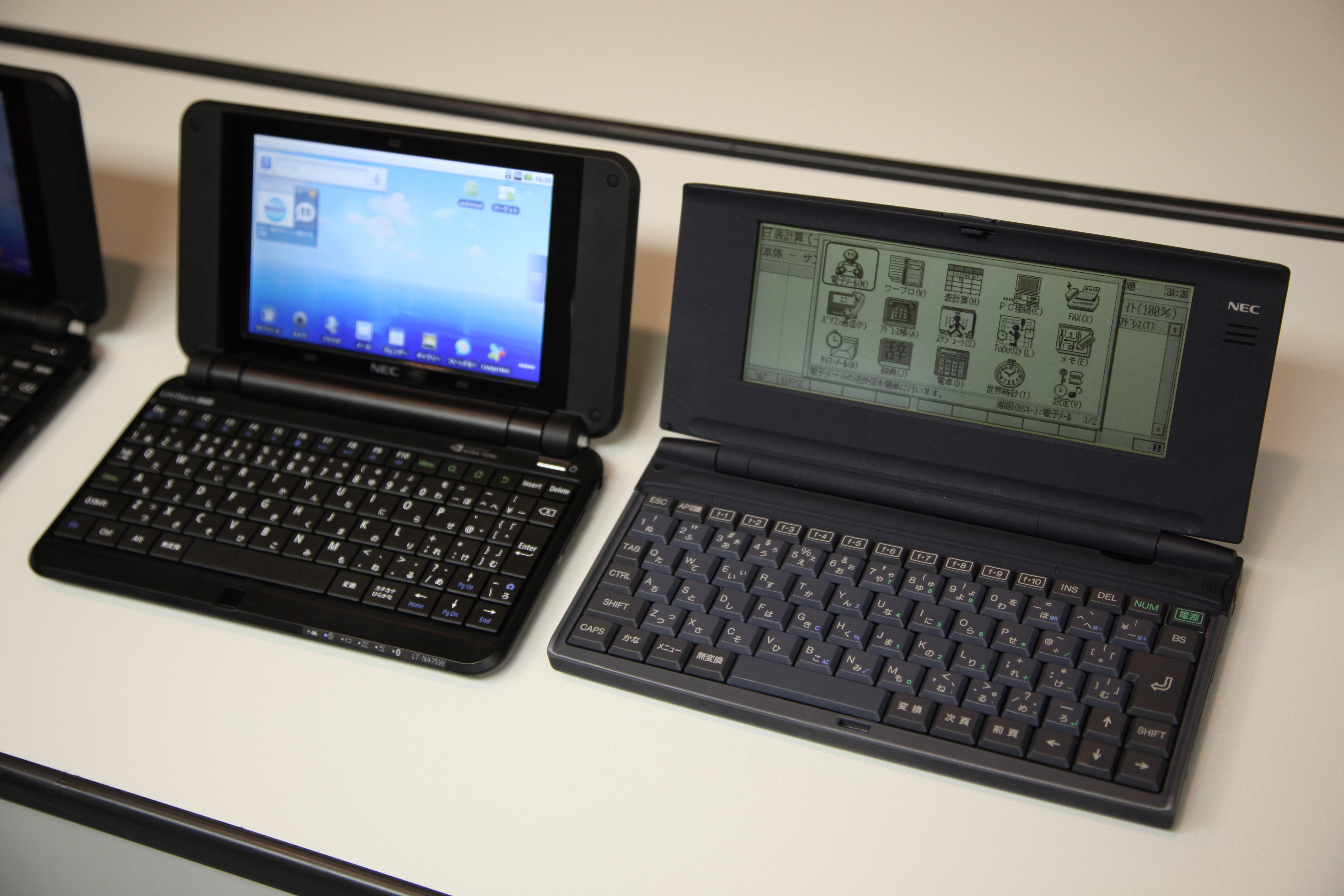
NEC出品的 LifeTouch NOTE 和 MobileGear
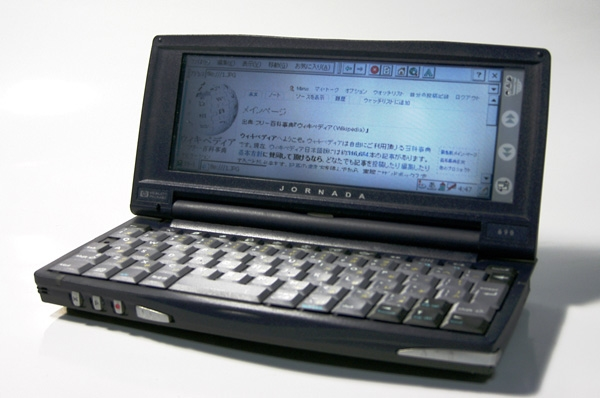
惠普出品的Jornada 690
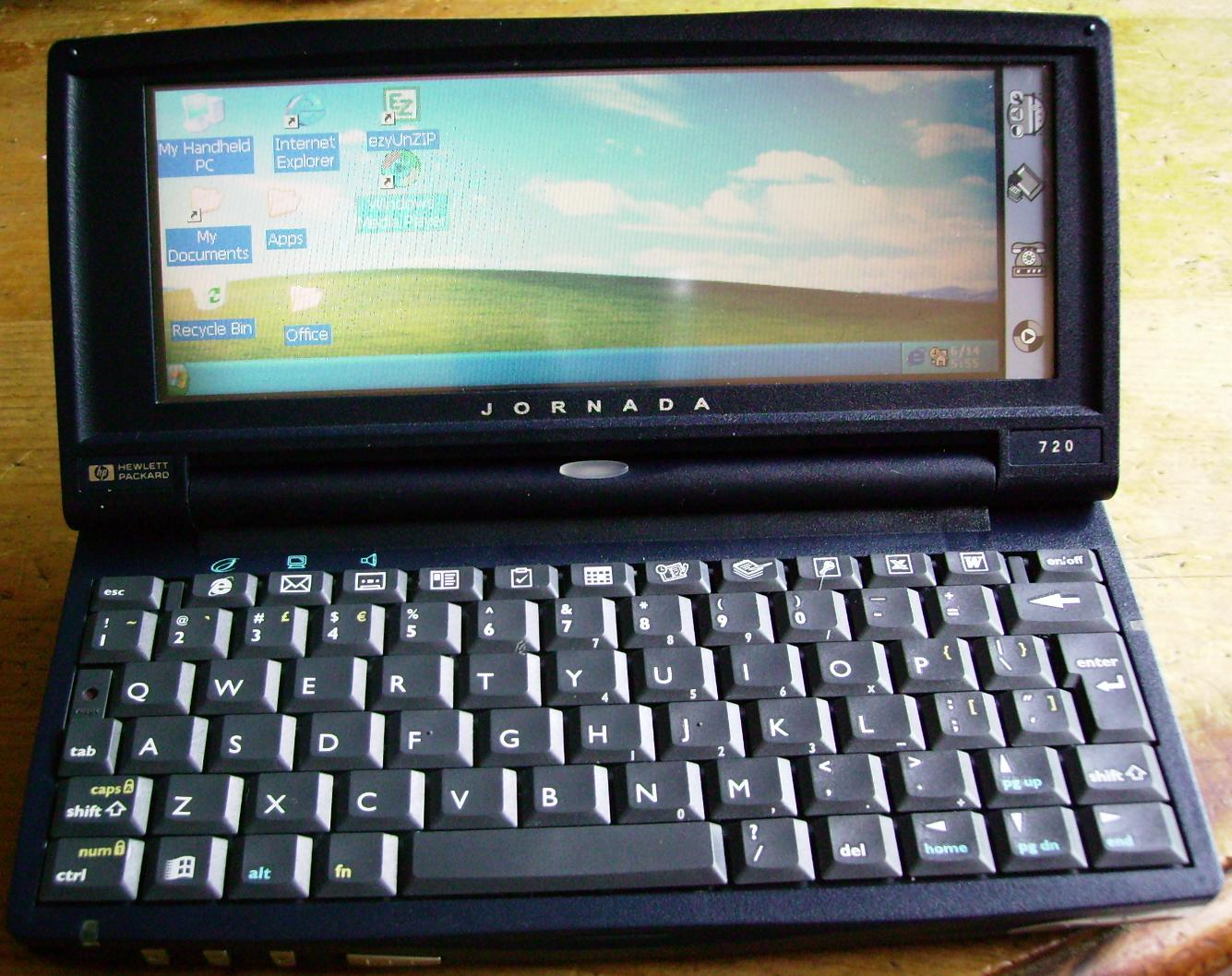
HP Jornada 720
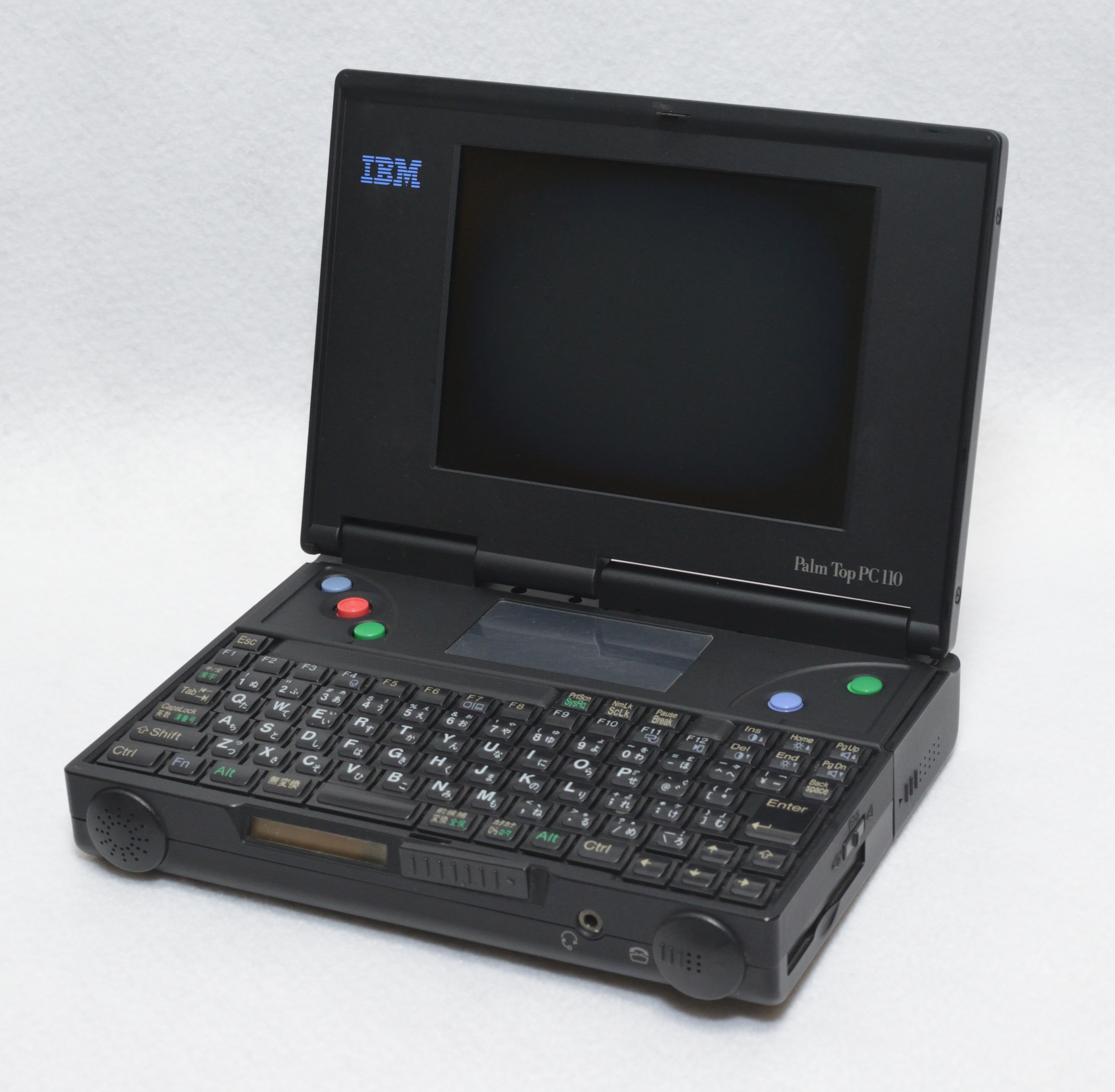
IBM Palm Top PC 110
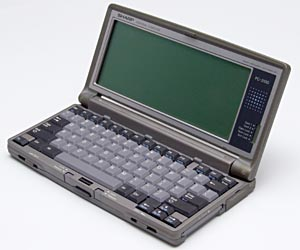
Sharp PC3000
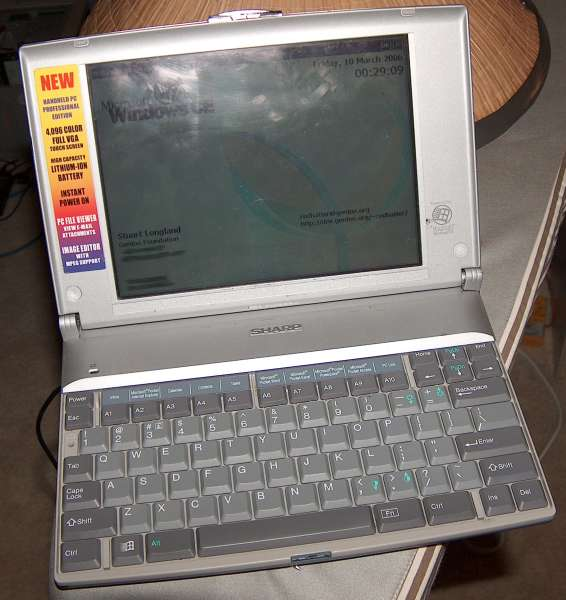
Sharp Mobilion PRO PV5000A